# Černošice
Černošice (německy Cernositz či Tschernositz) jsou město ve Středočeském kraji, okres Praha-západ. Leží při jihozápadním okraji Prahy asi 18 km jihozápadně od centra Prahy, 5 km od Zbraslavi, na levém břehu Berounky. Dnešní město je tvořeno třemi historickými částmi: Horní Černošice, Dolní Mokropsy a Vráž. Žije zde přibližně 7 700 obyvatel.
Díky dobrému spojení na Prahu a romantické přírodě na hranici chráněné krajinné oblasti Český kras jsou již od 20. let 20. století oblíbeným sídelním místem s množstvím výstavných vil.

## Historie
Dolní Mokropsy jsou poprvé zmiňovány jako ves roku 1088 v zakládací listině Vyšehradské kapituly. Horní Černošice jsou poprvé zmíněny v listině Kladrubského kláštera z roku 1115. Horní Černošice byly tvořeny několika usedlostmi kolem malé návsi před kostelem. Skrz obce vedly velmi důležité cesty. Jedná se o tzv. pražsko-bechyňskou cestu a cestu z Pražského hradu na Karlštejn. Stará košatá lípa, která stála na Vráži až do roku 1930, sloužila jako cestovní ukazatel a říká se, že pod ní vždy odpočíval král Karel IV. při svých cestách na Karlštejn.
Nejtěžším obdobím si prošly Černošice v době třicetileté války. Roku 1639 je švédský vojevůdce Johann Gustafsson Banner dal, podobně jako Zbraslav, vypálit, když jeho armáda táhla na Prahu. V průběhu války došlo k velkému poklesu počtu obyvatel v důsledku válečných ztrát, epidemií a emigrací.
Jednou z nejvýznamnějších událostí v historii Černošic bylo zavedení železnice. Ta byla otevřena roku 1862 a šlo o jednokolejnou trať z Prahy do Plzně. V této době propuká bouřlivý výletní a stavební ruch. Podél řeky jsou budovány lázně a začínají se stavět letní vily Pražanů. Tento vývoj je následně utlumen první světovou válkou. Po jejím skončení ale propuká znovu a v ještě větší intenzitě. Černošice se staly jedním z nejproslulejších vilových a chatových satelitů první republiky. Rozvoj města byl ale následně opět zastaven válkou.
Horní a Dolní Černošice tvořily jednu obec od roku 1864. Roku 1920 byly odděleny. Po válce roku 1950 došlo ke sloučení obcí Horní a Dolní Černošice a zároveň byly připojeny Dolní Mokropsy. Roku 1969 získaly Černošice status města. Roku 1974 byly odděleny Dolní Černošice a připojeny k Praze 5 – Lipencům.

### Územněsprávní začlenění
Dějiny územněsprávního začleňování zahrnují období od roku 1850 do současnosti. V chronologickém přehledu je uvedena územně administrativní příslušnost města (obce) v roce, kdy ke změně došlo:
- 1850 země česká, kraj Praha, politický okres Smíchov, soudní okres Zbraslav[5]
- 1855 země česká, kraj Praha, soudní okres Zbraslav
- 1868 země česká, politický okres Smíchov, soudní okres Zbraslav
- 1927 země česká, politický okres Praha-venkov, soudní okres Zbraslav[6]
- 1939 země česká, Oberlandrat Praha, politický okres Praha-venkov, soudní okres Zbraslav[7]
- 1942 země česká, Oberlandrat Praha, politický okres Praha-venkov-jih, soudní okres Zbraslav[8]
- 1945 země česká, správní okres Praha-venkov-jih, soudní okres Zbraslav[9]
- 1949 Pražský kraj, okres Praha-jih[10]
- 1960 Středočeský kraj, okres Praha-západ
- 2003 Středočeský kraj, obec s rozšířenou působností Černošice

### Původ názvů jednotlivých částí města

#### Černošice
Název města vychází z příslušnosti vsi k rodu Černochových (Černošice = ves lidí Černochových).
V první pamětní knize obce Horní Černošice, kterou začal v roce 1933 vést archivář Antonín  Moucha, zapsal tento kronikář svůj nález z Archivu ministerstva vnitra (dnes Státní archiv): „Patronymické  jméno po zakladateli Černěš - Černěšici - Černošice naznačuje, že osada vznikla v dobách nejstarších a byla  zbožím kněžským. Již asi roku 999 při založení kláštera Ostrovského (u Davle) byly Černěšici darovány  nejspíše Boleslavem II. tomuto klášteru.“ Podle Místních jmen v Čechách znamená Černošice, pův. Crnošice, ves lidí Černochových. Už ve 13. století se prý jménu nerozumělo, a proto ho v kancelářích písaři  různě zapisovali.
Za starých zápisů: Cernosicih / Chrinosicih (1115), Cirnosicich / Chernosicich (1186), Czernetitz Majus et Czernetitz Minus (1304), Czrncizcz (1384), V Dolejších Černešicích (1523), Cžernossicze (1653).

#### Mokropsy
Název vychází z výrazu ves u mokrých psů nebo ves s mokrými psy a má posměšný charakter. Výrazem mokří psi byli častováni rybáři žijící u starodávné mokřiny podél řeky Berounky. Označoval je takto kníže (celý tento kraj patřil ke knížecímu dvoru na Vyšehradě), který sem jezdíval spolu se svou družinou lovit.
Podle Profousova díla vznikl název od přídavného jména mokropeských, které „náleželo k posměšnému výrazu (ves) u 'mokrých psů', aneb (ves) s ´mokrými psy´ “. V současné době se vedle výkladu v této práci objevuje jazykovědná úvaha, že by bylo možno název odvozovat od mokré píce - (ves) s 'mokrou pící' (neboť svažitá pole zasahovala až k řece a byla zasahována povodněmi). K tomuto názoru vede první záznam jména obce jako Mocropizzi.
Ze starých zápisů: Mocropizzi, var. Mocropzi (okolo roku 1088), Mocropes (v letech 1352 až okolo 1405), Mokropsy Velké i Malé (1488), Horzeyssy a Doleyssy Mokropsy (1545).
Podle jiných verzí jde o zkomolený původní název. Jedna z verzí vzniku tohoto názvu vychází z toho, že původní název byl Mokrokopec (od mokrých kopců) zkrácený na Mokropec. Tomu i odpovídají mokřiny na kopcích, viz Lada a V Rybníčkách na Vráži.
Jiná verze se přiklání ke skutečnosti, že zde byl vždy pod mlýnem brod řeky Berounky. Ten využívali kupci s vozy při cestách z Prahy na západ. Jak z vozů odkapávala na březích v úvozech voda, mohl vzniknout název Mokronáspy, zkrácený na Mokrospy.

#### Vráž
Původ názvu není dosud zcela jistý. Historik František Palacký poukazoval na příbuznost se slovem vrah, mladší jazykovědci zase odvozovali původ slova od vražiti, což ve staroslověnštině znamená kouzliti, věštiti (existovala domněnka, že Vráže byly původně místa neosídlená, kde se konalo čarodějnictví). Roman Jacobson zase tvrdil, že slovo Vráž je podobné s ruským ovrag (proláklina). O tomto vysvětlení ale pochybuje profesor Horák, který upozorňuje na to, že vráže mají i hory. J. Svoboda spojil tyto názvy se staroslověnským slovesným základem v'rěti, tj. vříti, a podstatným jménem v´rag', tj. vřídlo, pramen, což je zatím nejpravděpodobnější výklad.
Ze starých zápisů: Wrazy (1361), Wraž (1788).

### Rok 1932
V obci Horní Černošice (1000 obyvatel, poštovní úřad, telefonní úřad, četnická stanice) byly v roce 1932 evidovány tyto živnosti a obchody: lékař, autodrožka, biograf Sokol, drogerie, obchod s dřívím, holič, 4 hostince, 3 instalatéři, jednatelství, 2 klempíři, konzum Včela, 2 krejčí, modistka, 4 obuvníci, pískovna, prádelna, psinec, realitní kancelář, rolník, 4 řezníci, 3 obchody se smíšeným zbožím, lidová záložna v Horních Černošicích, 2 stavitelé, obchod se střižním zbožím, švadlena, 2 trafiky, 4 truhláři, obchod s učebními pomůckami, obchod s uhlím, zednický mistr, zubní ateliér.
V obci Dolní Černošice (153 obyvatel) byly v roce 1932 evidovány tyto živnosti a obchody: válcový mlýn a elektrárna, hostinec, kovář, trafika, realitní kancelář, 5 rolníků, továrna řetězů, 2 obchody se smíšeným zbožím.
V obci Dolní Mokropsy (1597 obyvatel, samostatná obec se později stala součástí Černošic) byly v roce 1932 evidovány tyto živnosti a obchody: 5 autodopravců, biograf Sokol, 6 cihelen, cukrář, elektrárna, elektroinstalace, 2 holiči, 8 hostinců, 2 klempíři, kolář, konzum Včela, košíkář, kovář, 4 krejčí, loďkař, písmomalíř, malíř pokojů, mlýn, 3  obuvníci, palivo, 2 pekaři, pension Steimar, obchod s lahvovým pivem, porodní asistentka, povozník, realitní kancelář, 7 rolníků, řezník, 2 sedláři, 10 obchodů se smíšeným zbožím, spořitelní a záložní spolek pro Dolní Mokropsy, obchod se střižním zbožím, studnař, švadlena, tesařský mistr, 5 trafik, 4 truhláři, 2 obchody s uhlím, 3 zahradnictví, zámečník, 2 zedničtí mistři.

## Obyvatelstvo

### Počet obyvatel
Počet obyvatel je uváděn za Černošice podle výsledků sčítání lidu včetně místních části, které k nim v konkrétní době patří. Je patrné, že stejně jako v jiných menších městech Česka počet obyvatel v posledních letech roste. V celé černošické aglomeraci nicméně žije více než 7 tisíc obyvatel.
| 1869 | 1880 | 1890 | 1900 | 1910  | 1921  | 1930  | 1950  | 1961  | 1970  | 1980  | 1991  | 2001  | 2011  |
| ---- | ---- | ---- | ---- | ----- | ----- | ----- | ----- | ----- | ----- | ----- | ----- | ----- | ----- |
| 616  | 598  | 599  | 674  | 1 010 | 1 430 | 2 809 | 4 188 | 4 762 | 4 608 | 4 537 | 4 351 | 4 631 | 6 849 |

| 1869 | 1880 | 1890 | 1900 | 1910 | 1921 | 1930 | 1950  | 1961 | 1970 | 1980  | 1991  | 2001  | 2011  |
| ---- | ---- | ---- | ---- | ---- | ---- | ---- | ----- | ---- | ---- | ----- | ----- | ----- | ----- |
| 76   | 78   | 88   | 117  | 206  | 264  | 546  | 1 432 | 904  | 941  | 1 067 | 1 265 | 1 548 | 1 996 |

## Pamětihodnosti

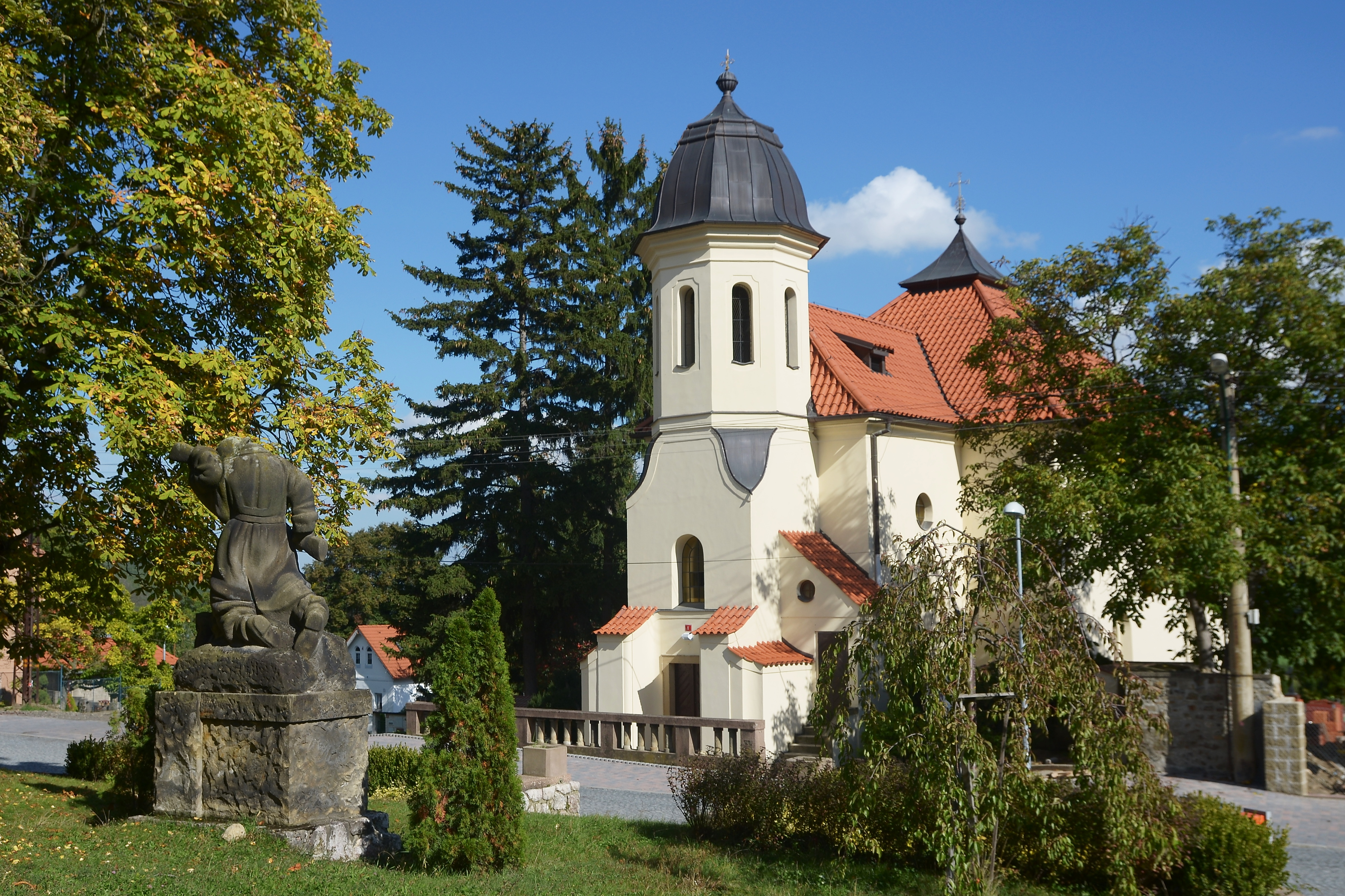
Kostel Nanebevzetí Panny Marie

### Kostel Nanebevzetí Panny Marie
Kostel Nanebevzetí Panny Marie je nejstarší dochovanou stavební památkou na území města.
První zmínky se objevují roku 1352 a mluví o něm jako o kostele farním. Nachází se na uměle upravené terase nad údolím Berounky na východním okraji historického jádra Horních Černošic. Kostel nechal postavit zbraslavský cisterciácký klášter, který vlastnil Černošice od začátku 14. století. V 17. století spadal kostel pod radotínskou farnost.
Kostel nelze jednoznačně zařadit do žádného stavebního slohu kvůli množství úprav, kterými prošel. Architektura budovy kostela není příliš okázalá. Nejvýraznější částí je barokní věž, která je ve spodní části čtyřboká, v horní osmiboká a v každém boku je polokruhově zaklenuté okno. Až na tuto věž není kostel na vnějšku architektonicky zdoben. Mnohem zajímavější je řešení interiéru, jehož prostor lodi završuje kupole členěná štukovými rámci. Hlavnímu oltáři z roku 1713 dominuje barokní obraz Nanebevzetí Panny Marie a po jeho stranách jsou sochy slovanských věrozvěstů.

### Další památky
- Modlitebna Církve bratrské – moderní stavba organické architektury postavená podle návrhu brněnského architekta Zdeňka Fránka v letech 2009–2010.
- Hořejšova vila
- Kratochvílova vila (Karlštejnská čp. 282)
- vila čp. 215
- vila čp. 274
- myslivna Na stráži
- Švehlova lípa
- Lavička Václava Havla
- Kadečkův mlýn[16]

## Městský znak
Právo užívat městský znak bylo Černošicím uděleno 7. května 1992. Městský znak je tvořen zlatomodře polceným štítem se zaoblenou modrou patou. V zlatém poli je umístěn zelený jetelový trojlístek se stonkem.
Symbolický význam městského znaku: modrá barva znázorňuje řeku Berounku, zlatá možnosti rekreačního využití města a zelená barva značí přírodní podmínky charakterizující Černošice, trojlístek poté symbolizuje tři části dnešního města – Černošice, Mokropsy a Vráž.

## Geografie

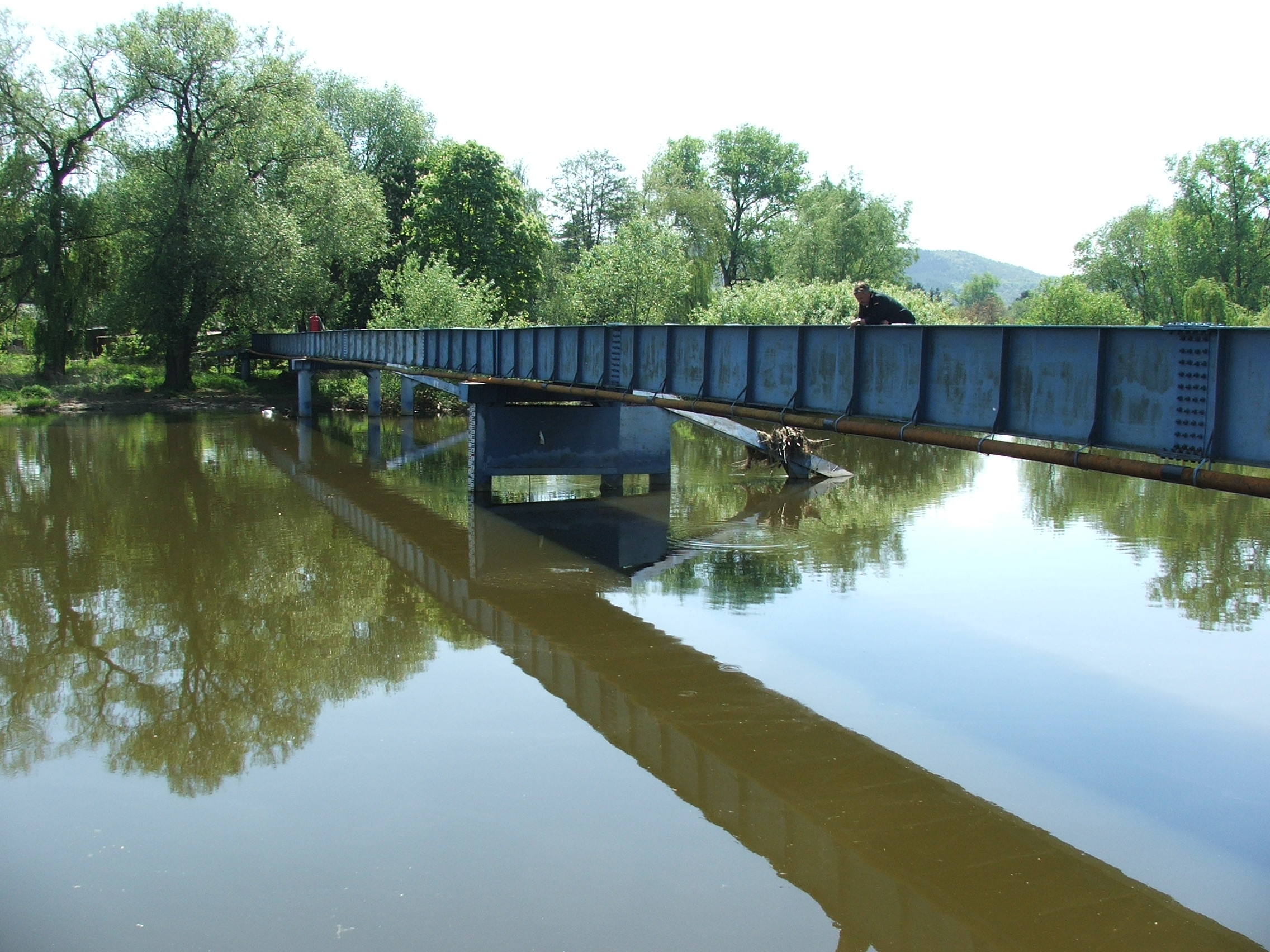
Černošická lávka přes Berounku

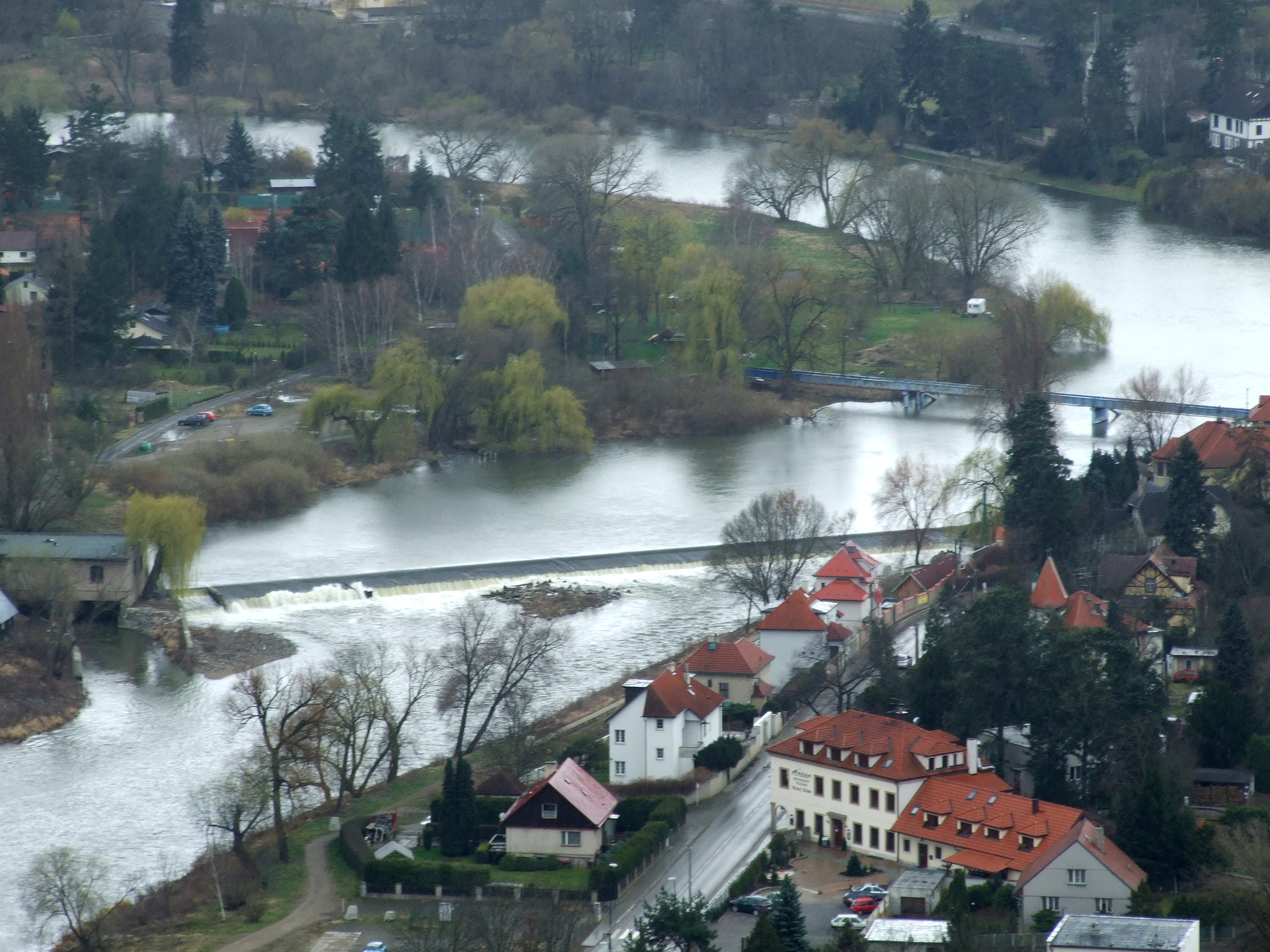
Jez na Berounce v Černošicích

Černošice se rozprostírají na 906 ha velmi členitého terénu. Na mnoha místech zasahují do Chráněné krajinné oblasti Český kras. Nejvyšším kopcem je Babka (364,3 m n. m.).

### Vodstvo
Nejvýznamnějším vodním tokem, který Černošicemi protéká je Berounka. Přes řeku vede od železniční zastávky lávka do Dolních Černošic.
Černošicemi protéká ještě potok Švarcava, který se zde vlévá do Berounky.

### Podnebí
Podnebí je suché a teplé. Průměrná roční teplota je 8 °C a průměrný roční úhrn srážek se pohybuje v rozmezí 500–600 mm.

## Osobnosti
Ve městě se narodil puškař Anton Vincenz Lebeda (1798–1857).
V Černošicích žilo buď částečně na letní byt nebo trvale mnoho významných českých osobností.
- Vědci:
  - Jan Janský (1873–1921) – lékař a vědec, objevitel čtyř krevních skupin
  - Josef Bláha (1842–1923) – zahradník, pomolog, pedagog, spisovatel (vyšlechtil Bláhovo jablko a Černošickou hrušku)
  - Karel Hermann-Otavský (1866–1939) – právník a rektor Karlovy univerzity
  - Karel Otavský (1938–2020) – historik umění s vysokoškolský pedagog
  - Rudolf Jan Slabý (1885–1957) – český hispanista, lexikograf, překladatel
  - Pitrim Sorokin (1889–1968) – sociolog
- Umělci:
  - Břetislav Slováček (1948–2018) – herec a malíř
  - Ivan Látal – Režisér a fotograf
  - Jarmila Novotná (1907–1994) – sopranistka Národního divadla, působila také ve Státní opeře ve Vídni nebo Metropolitní opeře v New Yorku
  - Anna Sedláčková (1887–1967) – herečka
  - Ferenc Futurista, vlastním jménem František Fiala (1891–1947) – herec působící v pražských kabaretech a Osvobozeném divadle
  - Marie Borková (1916–2001) – akademická sochařka
  - Marie Fischerová-Kvěchová (1892–1984) – akademická malířka, ilustrátorka
  - Eduard Haken (1910–1996) – sólista opery Národního divadla
  - Archibald Václav Novák (1895–1979) – cestovatel, spisovatel a komunální politik
  - Vilém Heckel (1918–1970) – fotograf
  - Stanislav Augusta (1915–1990) – básník, prozaik a publicista
  - Dominika Dery (* 1975)– spisovatelka
  - Jaroslav Dušek (* 1961) – herec
  - Jiří Steimar (1887–1968) – herec, dědeček Jiřího Kodeta
- Sportovci:
  - Jaroslav Bouček – fotbalista
  - Tomáš Řepka – fotbalista
  - Zdeněk Lhota (1896–1926) – letec, zvítězil na několika mezinárodních soutěžích
  - Karel Ardelt – tenista, semifinalista Davis Cupu ve 30. letech
  - David Randl – šachista
  - Věra Čáslavská (1942–2016) – sportovní gymnastka a několikanásobná olympijská vítězka
  - Vladimír Kobranov – hokejista
- Kontroverzní podnikatelé:
  - Radovan Krejčíř
  - Aleš Hušák
- Známé osobnosti:
  - Vendula Svobodová
  - Vlaďka Erbová
- Politici:
  - František Boček (1852–1917) – černošický rodák, starosta obce a poslanec zemského sněmu
  - Františka Plamínková (1875–1942) – novinářka, politička, odbojářka
  - Karel Trapl – 12. ministr financí Československa, guvernér Poštovní spořitelny
  - Jindřich Vodička – 1. ministr práce a sociálních věcí ČR a 2. ministr vnitra ČR
  - Helena Langšádlová – poslankyně za TOP 09
  - Aleš Rádl – poslanec za ODS
  - Přemysl Mališ – poslanec za ANO

## Partnerská města
- Gerbunn, Německo
- Leśnica, Polsko
- okres Oleśnica, Polsko
- Themar (přátelské město), Německo

## Doprava
Dopravní síť
- Pozemní komunikace – Městem prochází silnice II/115 Praha Radotín – Dobřichovice – Řevnice.
- Železnice – Městem vede železniční trať Praha–Plzeň. Je to dvoukolejná elektrizovaná celostátní trať, součást 3. koridoru, doprava na ní byla zahájena roku 1862.

Veřejná doprava 2011
- Autobusová doprava – Z města vedly autobusové linky např. do těchto cílů: Beroun, Hořovice, Karlík, Lety, Praha (Barrandov, Na Knížecí, Radotín 313 a 315), Strašice, Vonoklasy.
- Železniční doprava – Po trati 171 vede linka S7 (Český Brod – Praha – Beroun) v rámci pražského systému Esko. V železniční zastávkách Černošice a Černošice-Mokropsy zastavovalo denně velké množství osobních vlaků (ve špičce interval až 10 minut v jednom směru).[zdroj?]